# Fabrizio Albasini
Fabrizio Albasini (* 26. September 2003) ist ein Schweizer Skilangläufer.

## Werdegang
Albasini, der für den Alpina St. Moritz startet, nahm von 2019 bis 2023 an U18- und U20-Rennen im Alpencup teil, wobei er in der Saison 2021/22 den fünften Platz und in der Saison 2022/23 den vierten Platz in der U20-Gesamtwertung errang. Zudem wurde er im Jahr 2022 Schweizer U20-Meister im Sprint sowie über 10 km klassisch und belegte bei den Junioren-Skiweltmeisterschaften in Lygna jeweils den neunten Platz im 30-km-Massenstartrennen und über 10 km klassisch sowie den achten Rang mit der Staffel und beim Europäischen Olympischen Winter-Jugendfestival in Vuokatti den 24. Platz im Sprint, den achten Rang über 7,5 km klassisch, den fünften Platz in der Mixed-Staffel sowie den vierten Platz über 10 km Freistil. Bei den Junioren-Skiweltmeisterschaften 2023 in Whistler errang er den zehnten Platz über 10 km Freistil und den siebten Platz im 20-km-Massenstartrennen.
Nach Platz 33 im Sprint im Ulrichen beim seinen ersten Rennen im Alpencup zu Beginn der Saison 2023/24, holte Albasini dort im 20-km-Massenstartrennen seinen ersten Sieg. Im weiteren Saisonverlauf lief er in Schilpario auf den zweiten Platz in der Verfolgung und belegte damit abschliessend den fünften Platz in der Gesamtwertung. Zudem nahm er in Goms und in Falun erstmals am Skilanglauf-Weltcup teil. Dabei kam er im 30-km-Massenstartrennen mit dem Plätzen 46 und 20 zugleich in die Punkteränge. Bei den U23-Weltmeisterschaften 2024 in Planica wurde er Zehnter über 10 km klassisch sowie Fünfter mit der Staffel und gewann im 20-km-Massenstartrennen die Bronzemedaille. Im März 2024 errang er beim Engadin Skimarathon den vierten Platz und gewann bei den Schweizer Meisterschaften 2024 die Rennen über 10 km klassisch sowie 49 km Freistil.

## Siege bei Continental-Cup-Rennen
| Nr. | Datum             | Ort      | Disziplin                  | Serie    |
| --- | ----------------- | -------- | -------------------------- | -------- |
| 1.  | 10. Dezember 2023 | Ulrichen | 20 km Freistil Massenstart | Alpencup |